# Henri de Remouchamps
Henri (Lambaux) de Remouchamps (Remouchamps, om 1585 – Luik, 1639) was een componist, dirigent en organist uit het prinsbisdom Luik.

## Levensloop
De Remouchamps is bekend als organist aan de kathedraal van Onze-Lieve-Vrouw en Sint-Lambertus in Luik van 1617 tot 1630. Verder was hij koorleider en cantor van de toen nog collegiale Sint-Pauluskerk in dezelfde stad, die meer dan 160 jaar later tot nieuwe kathedraal van het bisdom verheven werd.
Als componist schreef hij naast werken voor orgel vooral kerkmuziek. In Le Grand livre de chœur de Saint-Lambert is het Salve matrona nobilissima Anna, een motet voor 8 stemmen en basso continuo gedocumenteerd.

## Composities

### Missen en andere kerkmuziek
- Missa pro defunctis octo vocum - Requiem, voor 8 stemmen en basso continuo[2]
- Salve matrona nobilissima Anna, motet voor 8 stemmen en basso continuo